# Paulinho (Fußballspieler, 1958)
Paulo Luiz Massariol, genannt Paulinho (* 3. April 1958 in São Paulo), ist ein ehemaliger brasilianischer Fußballspieler.

## Karriere
Paulinho begann 1976 seine Laufbahn beim EC XV de Novembro aus Piracicaba. Von diesem wechselte er 1977 zum CR Vasco da Gama nach Rio de Janeiro. Hier bestritt er die meisten Erstligaspiele seiner Laufbahn.
1977 war der Teil der U-20-Nationalmannschaft bei der Junioren-Fußballweltmeisterschaft 1977 in Tunesien. Weitere Berufungen erfolgten danach nicht. Bei Vasco konnte er sich 1978 auch die Krone des Torschützenkönigs in der Meisterschaft sichern. Dieses blieb der einzige Erfolg in seiner Karriere. Im Alter von erst 27 Jahren beendete er bereits seine Karriere als Profispieler.

## Auszeichnungen
- Brasilianischer Torschützenkönig: 1978
- Bola de Prata: 1978